# Araripichthys
 (octobre 2020).
Genre
Araripichthys est un genre fossile de poissons à nageoires rayonnées de la famille des Araripichthyidae (ordre également éteint des Crossognathiformes). Ces espèces ont vécu de l’Aptien au Coniacien,.

## Systématique
Le genre Araripichthys a été créé en 1985 par le paléontologue Silva Santos (d).

## Liste des espèces
Selon Paleobiology Database (24 juin 2022) :
- † Araripichthys axelrodi Maisey & Moody, 2001
- † Araripichthys weberi Alvarado-Ortega & Brito, 2011

Auxquelles pourrait s'ajouter l'espèce suivante, non mentionnée par Paleobiology Database (24 juin 2022) :
- † Araripichthys castilhoi Silva Santos, 1985